# Livingston Energy Flight
Livingston Energy Flight war eine italienische Fluggesellschaft mit Sitz in Mailand und Basis am Flughafen Mailand-Malpensa.

## Geschichte
Die Fluggesellschaft wurde am 13. Januar 2003 gegründet und startete den Flugbetrieb im Mai 2003. Der Vorläufer war die 1990 gegründete Lauda Air Italia, deren Eigner Volante von Niki Lauda kontrolliert wurde. Der Mehrheitsanteil von Volante gehörte wiederum der Gruppe Ventaglio. Am 31. März 2003 übernahm die Gruppo Ventaglio die Anteile von Volante und schloss Lauda Air Italia und Livingston unter dem Namen Livingston Aviation Group zusammen. Zuletzt war die Viaggi del Ventaglio Group der alleinige Besitzer der Fluggesellschaft.
Am 8. Oktober 2010 gab Livingston Energy Flight bekannt, dass die italienische Zivilluftfahrtbehörde ENAC die Betriebsgenehmigung der Gesellschaft per 14. Oktober 2010, 24:00 Uhr widerrufen hat.
Im Jahr 2012 nahm die Nachfolgegesellschaft Livingston Compagnia Aerea den Flugbetrieb auf und übernahm einige Routen ihrer Vorgängerin.

## Flotte
Zum Zeitpunkt der Einstellung des Flugbetriebs im Oktober 2010 bestand die Flotte der Livingston Energy Flight aus sechs Flugzeugen. Alle Maschinen wurden an die jeweiligen Leasinggeber zurückgegeben.
- 3 Airbus A321-200
- 3 Airbus A330-200